# Hjärups station
Hjärups station är en pågatågsstation i Hjärup utmed Södra stambanan, 6 minuter från Lund C respektive 12 minuter från Malmö C, dagtid med idag (2025) fyra avgångar i timmen i vardera riktning.

## Historia
Uppåkra station vid Södra stambanan öppnades 1910, 3 km väster om Uppåkra by, med stationshus ritat av Folke Zettervall. Byggnaden finns fortfarande kvar, men stationen ersattes 1983 av Hjärups hållplats, omedelbart söder om stationshuset.

### Ombyggd 2023
Efter utbyggnaden till fyrspår mellan Arlöv och Klostergården öppnades de ombyggda stationerna i Burlöv, Åkarp och Hjärup på nytt i oktober 2023.
För att minska bullret från tågen sänktes spår och perronger i Hjärup till nivån fyra meter under marknivå. Perrongerna är 250 meter långa och placerade vid de yttre spåren.
En bred bro med vindskydd, Stationsbron, 27 meter bred och 52 meter lång, går tvärs över stationen och är avsedd att binda ihop tätortens delar öster och väster om järnvägen, att uppfattas som ett alternativ till en stationsbyggnad och som ett stationstorg. Från bron finns trappor och hissar ner till perrongerna. Avsikten är att resenärer som blir lämnade eller hämtade med bil ska vilja bli det här. På bron finns också stationens cykelparkering.
På ömse sidor om Hjärup korsas Södra stambanan av två vägar, den större Lommavägen, till Lomma, och den mindre Vragerupsvägen till länsväg 103 mellan Lomma och västra Lund. Vägarna gick tidigare i portar under järnvägen, som inte var särskilt inbjudande för cyklister. Men eftersom järnvägen nu byggts nersänkt har de ersatts av 11×30 meters vägbroar, med gång- och cykelbana samt körfält.

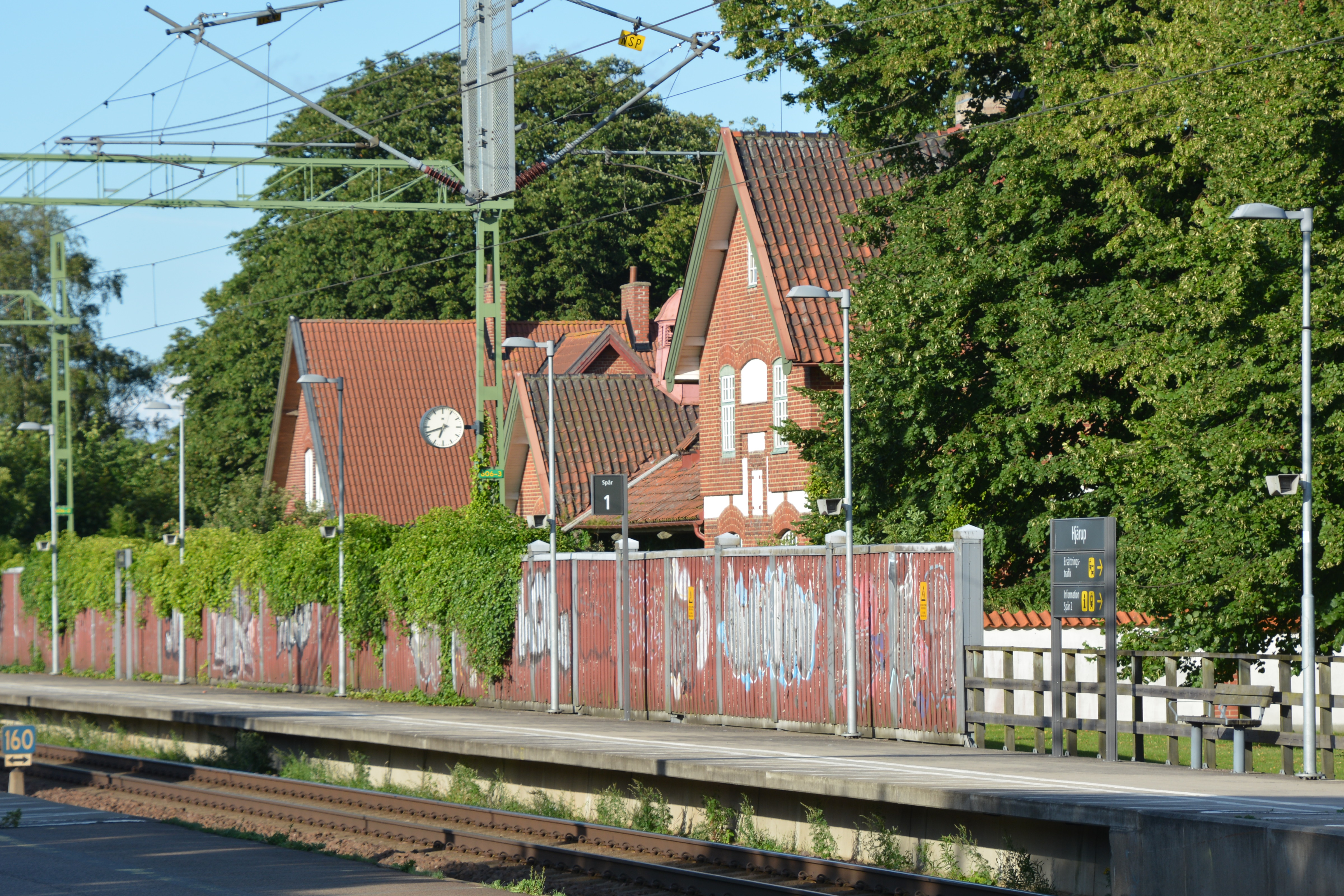
Uppåkra stationshus
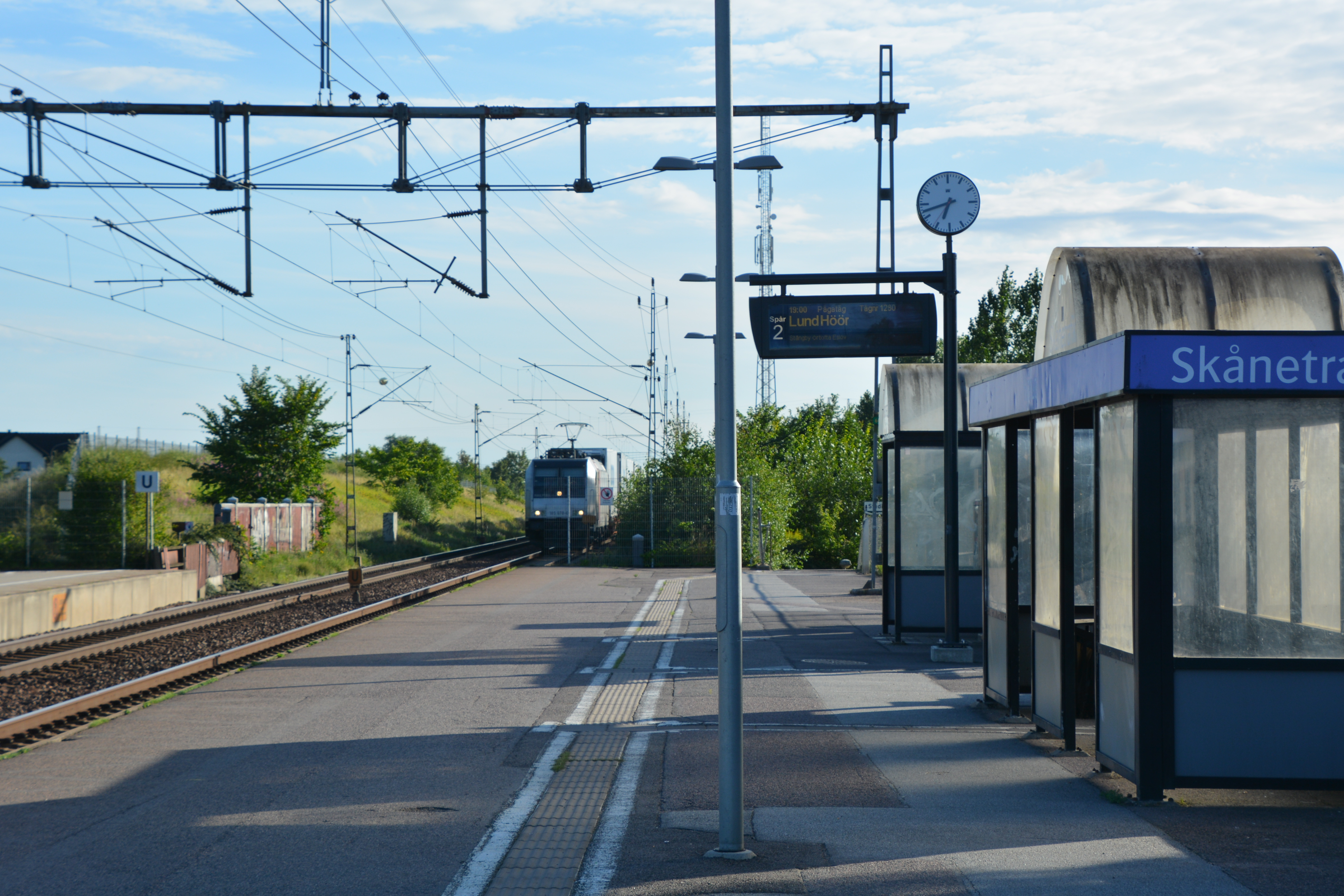
Hjärups station söderut, före ombyggnad, med passerande godståg
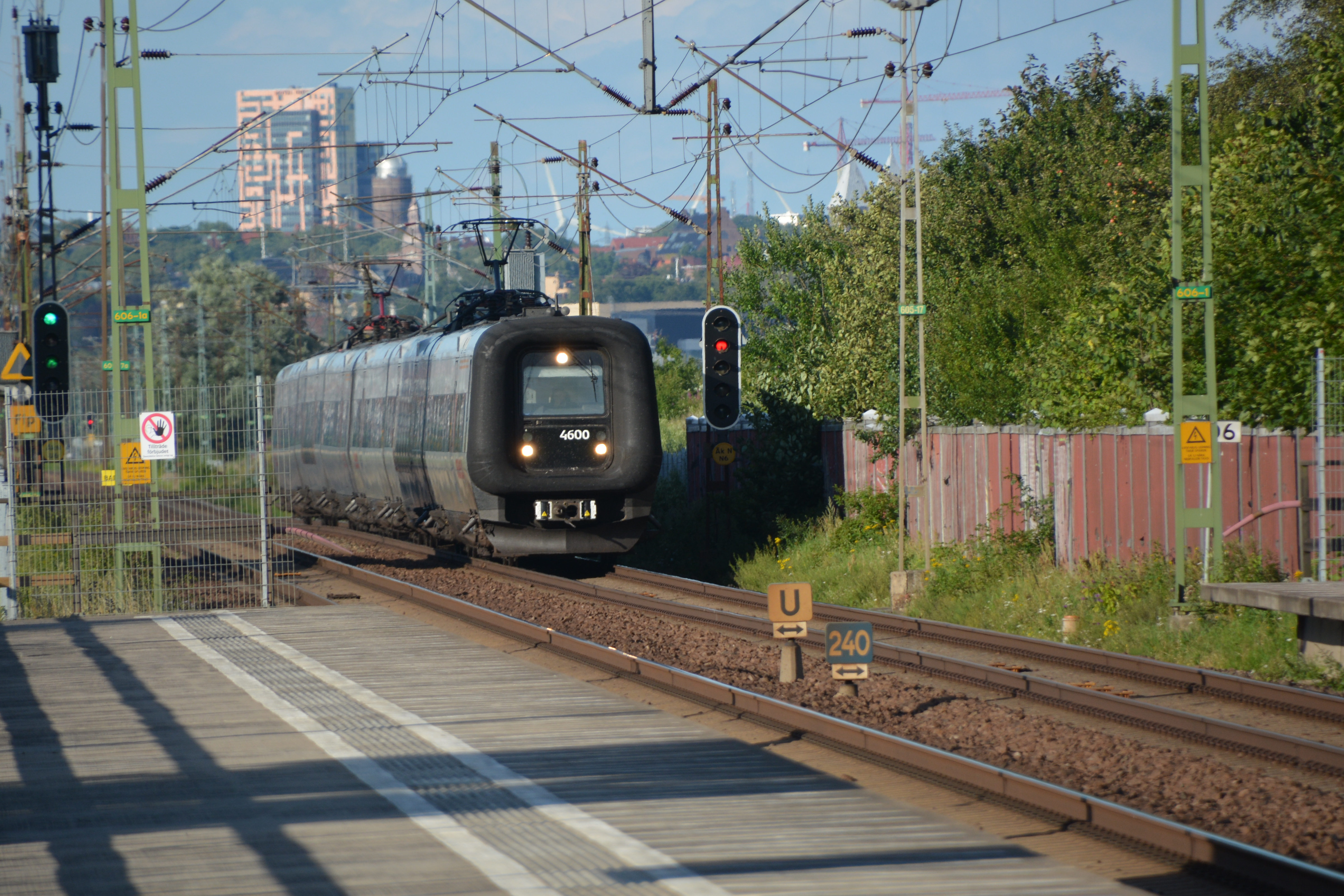
Hjärups station norrut, innan den blev ombyggd, med ett passerande Öresundståg och, i bakgrunden, Ideon Gateway